# Merkhah As Sufla (huyện)
Huyện Merkhah As Sufla là một huyện thuộc tỉnh Shabwah, Yemen. Đến thời điểm năm 2003, huyện này có dân số 40635 người